# 須藤定夢
須藤 定夢（すどう さだむ、1964年6月26日 - ）は北海道天塩町出身の映像クリエイター、大学・専門学校の講師である。